# Saint-Jean-aux-Bois (Ardenes)
Saint-Jean-aux-Bois és un municipi francès situat al departament de les Ardenes i a la regió del Gran Est. L'any 2007 tenia 141 habitants.

## Demografia

### Població
El 2007 la població de fet de Saint-Jean-aux-Bois era de 141 persones. Hi havia 56 famílies de les quals 24 eren unipersonals (8 homes vivint sols i 16 dones vivint soles), 12 parelles sense fills, 16 parelles amb fills i 4 famílies monoparentals amb fills.
La població ha evolucionat segons el següent gràfic:
Habitants censats

### Habitatges
El 2007 hi havia 79 habitatges, 60 eren l'habitatge principal de la família, 16 eren segones residències i 3 estaven desocupats. 76 eren cases i 1 era un apartament. Dels 60 habitatges principals, 58 estaven ocupats pels seus propietaris i 2 estaven cedits a títol gratuït; 1 tenia una cambra, 2 en tenien dues, 7 en tenien tres, 7 en tenien quatre i 43 en tenien cinc o més. 56 habitatges disposaven pel capbaix d'una plaça de pàrquing. A 30 habitatges hi havia un automòbil i a 19 n'hi havia dos o més.

### Piràmide de població
La piràmide de població per edats i sexe el 2009 era:
| Homes | Edats   | Dones |
| ----- | ------- | ----- |
| 0     | 95 o +  | 0     |
| 0     | 90 a 94 | 0     |
| 0     | 85 a 89 | 4     |
| 0     | 80 a 84 | 0     |
| 4     | 75 a 79 | 0     |
| 4     | 70 a 74 | 8     |
| 20    | 65 a 69 | 4     |
| 0     | 60 a 64 | 4     |
| 8     | 55 a 59 | 4     |
| 8     | 50 a 54 | 4     |
| 0     | 45 a 49 | 4     |
| 0     | 40 a 44 | 0     |
| 12    | 35 a 39 | 8     |
| 4     | 30 a 34 | 8     |
| 0     | 25 a 29 | 4     |
| 4     | 20 a 24 | 0     |
| 0     | 15 a 19 | 0     |
| 0     | 10 a 14 | 0     |
| 0     | 5 a 9   | 16    |
| 4     | 0 a 4   | 4     |

## Economia
El 2007 la població en edat de treballar era de 80 persones, 47 eren actives i 33 eren inactives. De les 47 persones actives 43 estaven ocupades (28 homes i 15 dones) i 4 estaven aturades (1 home i 3 dones). De les 33 persones inactives 7 estaven jubilades, 11 estaven estudiant i 15 estaven classificades com a «altres inactius».

### Ingressos
El 2009 a Saint-Jean-aux-Bois hi havia 58 unitats fiscals que integraven 134 persones, la mediana anual d'ingressos fiscals per persona era de 13.907 €.

### Activitats econòmiques
Dels 2 establiments que hi havia el 2007, 1 era d'una empresa de construcció i 1 d'una empresa financera.
L'únic servei als particulars que hi havia el 2009 era una lampisteria.
L'any 2000 a Saint-Jean-aux-Bois hi havia 11 explotacions agrícoles que ocupaven un total de 648 hectàrees.

## Poblacions més properes
El següent diagrama mostra les poblacions més properes.